# João Ferreira (arbitre)
Pour les articles homonymes, voir João Ferreira.
João Ferreira est un arbitre portugais de football né le 25 septembre 1967  à Luanda en (Angola). C'est un arbitre international portugais de football. 
Il est arbitre depuis 1987. Il est promu dans le championnat portugais comme arbitre portugais de 1re catégorie lors de la saison 1999-2000. Il est promu arbitre international en 2003.
Il fait partie de l'AF Setúbal.

## Statistiques
mis à jour à la fin de la saison 2008-2009
- 122 matches de 1re division portugaise.
- 102 matches de 2e division portugaise.